# Fernando Barceló
Fernando Barceló Aragón (Huesca, 6 de enero de 1996) es un ciclista profesional español, que milita en las filas del conjunto Caja Rural-Seguros RGA.
Como amateur ganó una etapa de la Vuelta a Castellón de 2015 quedando segundo en la general final.

## Palmarés
2018
- 3.º en el Campeonato Europeo en Ruta sub-23
- 1 etapa del Tour del Porvenir

2025
- 2.º en el Campeonato de España en Ruta

## Resultados en Grandes Vueltas
| Carrera | Carrera         | 2018 | 2019 | 2020 | 2021 | 2022 | 2023 | 2024 |
| ------- | --------------- | ---- | ---- | ---- | ---- | ---- | ---- | ---- |
|         | Giro de Italia  | —    | —    | —    | —    | —    | —    | —    |
|         | Tour de Francia | —    | —    | —    | —    | —    | —    | —    |
|         | Vuelta a España | —    | 95.º | Ab.  | 89.º | —    | 48.º | —    |

—: no participa

Ab.: abandono

## Equipos
- Cofidis, Solutions Crédits (stagiaire) (2017)[3]
- Euskadi Basque Country-Murias (2018-2019)
- Cofidis[4] (2020-2021)
- Caja Rural-Seguros RGA (2022-)